# Scott LaFaro
Rocco Scott LaFaro (Newark, Nueva Jersey; 3 de abril de 1936 - Geneva, Nueva York; 7 de julio de 1961) fue un contrabajista de jazz estadounidense, conocido por haber formado parte del trío original de Bill Evans.

## Biografía
Nacido en Newark, Nueva Jersey, LaFaro creció en una familia de gran tradición musical de origen calabrés. Había comenzado con el piano, instrumento que abandonó por el clarinete bajo primero y el saxo tenor después, y no sería hasta los 17 años que LaFaro adoptaría el que sería su instrumento definitivo, motivado sobre todo por una lesión que había sufrido mientras practicaba baloncesto y que le dificultaba la ejecución del saxo. 
Todavía adolescente, Scott comenzó a trabajar en los clubs nocturnos de Geneva, Nueva York, localidad donde se había trasladado con su familia. LaFaro simultaneaba el saxo con el contrabajo en sus apariciones, y pronto se unió a la orquesta  de Buddy Morrow, donde permanecería hasta septiembre de 1956. Pocas semanas después, el bajista fue contratado por Chet Baker, y gracias a la exposición que obtuvo en su banda, LaFaro se encontraría pronto trabajando para grandes figuras del momento, como el pianista Victor Feldman, los directores de orquesta Stan Kenton y Benny Goodman o el vibrafonista Cal Tjader.
En 1959, Scott LaFaro, que con tan solo 23 años había alcanzado ya una plena madurez musical, fue advertido por el pianista Bill Evans, que acababa de finalizar su colaboración con Miles Davis y deseaba iniciar un proyecto propio. Impresionado por el estilo vivo y las habilidades melódicas del bajista, Evans fundó el que acabaría resultando quizá el trío más influyente y admirado de la historia del jazz; el grupo de Evans, que contaba con LaFaro y el batería Paul Motian, además del propio Evans, presentó su primer disco a finales de 1959: se titulaba "Portrait in Jazz" y cambiaría para siempre la dirección del jazz moderno. 

### Muerte
LaFaro murió con solo 25 años en un accidente de coche en Flint, Nueva York, en 1961, dos días después de haber acompañado a Stan Getz en el Festival de Jazz de Newport y tan solo diez días después de haber registrado la obra maestra del trío de Evans, el álbum Sunday at the Village Vanguard, que, junto a Waltz for Debby están considerados unánimemente por la crítica como dos de las mejores grabaciones de jazz de todos los tiempos y que inspirarían a toda una generación de bajistas que vinieron después de él.

## Valoración
Tan solo seis años de actividad profesional bastaron a Scott LaFaro para establecerse como uno de los bajistas más influyentes de la historia, redefiniendo todas las nociones establecidas en su época y provocando una revolución en su instrumento. LaFaro trajo consigo la "emancipación" del contrabajo, introduciendo numerosísimas posibilidades para el mismo que habrían resultado impensables pocos meses antes de su llegada
Antes de LaFaro el contrabajo cumplía una función básica de soporte rítmico, pero él contribuyó más que ningún otro a liberar el bajo de esta función, para hacer de él un instrumento más libre y melódico. Scott usaba una curiosa técnica de pizzicato que le permitía obtener un sonido más redondo y un volumen mayor que el acostumbrado, tenía un dominio magistral del registro agudo de su instrumento, y era capaz de ejecutar pasajes de elevada dificultad a gran velocidad y con gran precisión, pero su habilidad más característica, que desarrolló al lado de Evans fue su capacidad de "interplay" en el trío, técnica que Evans denominaba "composición simultánea". 
Frente a la mera función de acompañante del pianista típica de otros tríos de su época, LaFaro ponía su instrumento al mismo nivel que el piano, ejecutando frases y líneas que respondían a las de aquel en un juego colectivo estimulante y fluido, que daba como resultado un sonido que combinaba unas obvias raíces clásicas con un sonido sofisticado y moderno;  que a la vez resultaba romántico e intelectual; y que, en definitiva, resultaba decididamente blanco. 
Scott LaFaro reconoció su admiración por el bajista Leroy Vinnegar, pero su influencia se deja sentir en prácticamente todos los bajistas y contrabajistas que le sucedieron, con especial claridad en Eddie Gómez, Marc Johnson, Charlie Haden, Miroslav Vitous, Niels-Henning Ørsted Pedersen o Jaco Pastorius. Pocos músicos han contribuido tanto (y en tan poco tiempo) como él a la evolución de su propio instrumento.